# Théâtre Petit Champlain

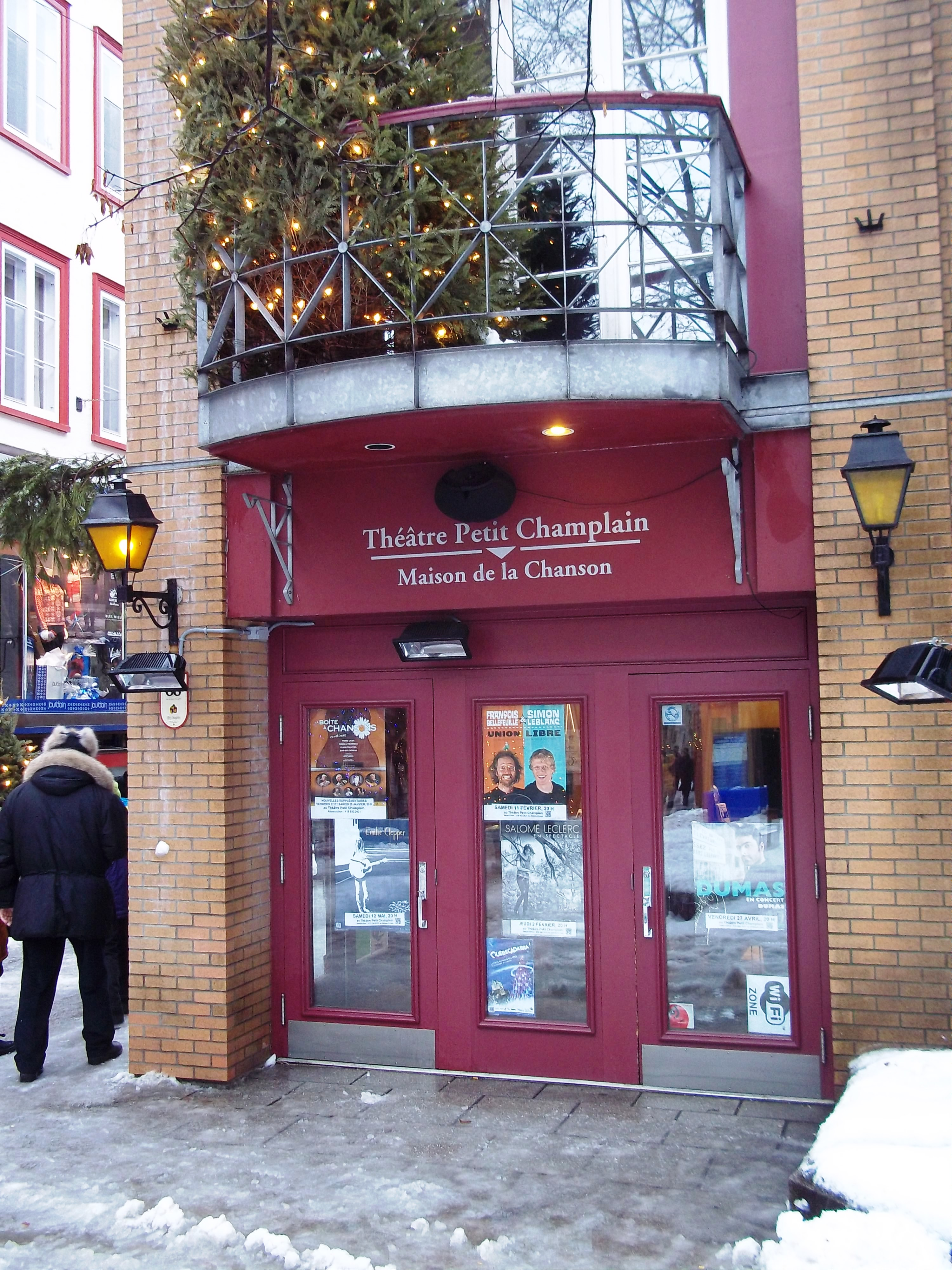
Entrée du Théâtre Petit Champlain

Le théâtre Petit Champlain est une salle de spectacle intimiste située sur la rue du Petit-Champlain, dans la Basse-Ville du Vieux-Québec, au Canada.

## Historique
D'abord nommé Théâtre Champlain au milieu du XIXe siècle, le théâtre Petit Champlain  avait une vocation théâtrale. Puis en 1990, Ulric Breton et divers partenaires forment une corporation à but non lucratif et agrandissent le théâtre.
Le 18 octobre 1994, le groupe inaugure la première Maison de la Chanson dont le concept est de favoriser la culture musicale, mais également le théâtre et les spectacles d'humour. Plusieurs artistes québécois et internationaux s'y sont produits : Alys Robi, Diane Tell, Corneille, Luck Mervil, Gilles Vigneault, Gino Vannelli, Bob Walsh, Stephen Faulkner, Dorothée Berryman, Patrick Fiori, Bia Krieger, Shawn Phillips, Diane Dufresne, Jorane, Zachary Richard, Pierre Lapointe, Mara Tremblay, Vincent Vallières, Daniel Lanois, Ghost etc.